# Omloop Het Nieuwsblad 2025 (Frauen)
Omloop Het Nieuwsblad 2025 war ein Straßenrennen für Frauen. Das Rennen fand am 1. März statt, am gleichen Tag wie die Ausgabe für Männer, und war das erste europäische Rennen in der UCI Women’s WorldTour 2025.

## Teilnehmende Mannschaften
| UCI Women's WorldTeams (15)- Team SD Worx-Protime - Canyon//SRAM zondacrypto - FDJ-Suez - AG Insurance-Soudal Team - Ceratizit Pro Cycling Team - Fenix-Deceuninck - Human Powered Health - Lidl-Trek - Liv AlUla Jayco - Movistar Team - Team Picnic PostNL - Roland - Team Visma \| Lease a Bike - UAE Team ADQ - Uno-X Mobility UCI Women's ProTeams (6)- EF Education-Oatly - VolkerWessels Women's Pro Cycling Team - Arkéa-B&B Hotels Women - Cofidis Women Team - St Michel-Preference Home-Auber93 - Winspace Orange Seal UCI Women's Continental Teams (3)- Bepink-Imatra-Bongioanni - DD Group Pro Cycling - Lotto Ladies |
| |

## Streckenführung
Der Parcours war sehr ähnlich zum Vorjahr. Das Rennen begann am Kuipke in Gent und führte zunächst beidseits der Schelde nach Oudenaarde, wobei mit der Paddestraat ein aus der Flandern-Rundfahrt bekannter Kopfsteinabschnitt neu aufgenommen wurde. Nach Oudenaarde wurden die Flämischen Ardennen durchquert. Die letzte Schwierigkeit bildete die bekannte Kombination der Mauer von Geraardsbergen mit dem Bosberg, bevor das Rennen nach 127 km in Ninove endete.
| Nr | Name                     | km vom Ende | Typ                           |
| -- | ------------------------ | ----------- | ----------------------------- |
| 1  | Paddestraat              | 104,8       | Kopfsteinsektor               |
| 2  | Lange Munte              | 96,6        | Kopfsteinsektor               |
| 3  | Edelareberg              | 56,2        | Anstieg                       |
| 4  | Wolvenberg               | 52,4        | Anstieg                       |
| 5  | Holleweg                 | 51,2        | Kopfsteinsektor               |
| 6  | Karel Martelstraat       | 49,4        | Kopfsteinsektor               |
| 7  | Jagerij                  | 48,4        | Kopfsteinsektor               |
| 8  | Molenberg                | 42,5        | Anstieg mit Kopfsteinpflaster |
| 9  | Haaghoek                 | 38,0        | Kopfsteinsektor               |
| 10 | Leberg                   | 35,0        | Anstieg                       |
| 11 | Berendries               | 31,0        | Anstieg                       |
| 12 | Elverenberg              | 28,5        | Anstieg                       |
| 13 | Mauer von Geraardsbergen | 15,7        | Anstieg mit Kopfsteinpflaster |
| 14 | Bosberg                  | 11,8        | Anstieg mit Kopfsteinpflaster |

## Rennverlauf und Ergebnis
Zu Beginn des Rennens bildete sich eine Spitzengruppe mit den fünf Außenseiterinnen Elena Pirrone, Aurela Nerlo, Lotte Claes, Julie Stockman und Mieke Docx. Im Hauptfeld konnten sich die Teams nicht über die Arbeitsverteilung einigen, insbesondere fühlten sich FDJ-Suez und SD Worx mit den beiden Favoritinnen Demi Vollering und Lorena Wiebes aus verschiedenen Gründen nicht für die Führungsarbeit zuständig, so dass die Ausreißerinnen fast eine Viertelstunde Vorsprung erhielten. Stockman fiel 50 Kilometer vor dem Ziel zurück, Pirrone und Docx wurden an der Mauer von Geraardsbergen abgehängt. Als das Hauptfeld die Mauer passierte, setzte sich Vollering zusammen mit Puck Pieterse vom Rest ab, doch betrug ihr Rückstand bereits uneinholbare sechs Minuten. Im Zielsprint setzte sich Claes vor Nerlo durch, für beide Fahrerinnen war es der mit Abstand größte Erfolg ihrer Karriere. Vollering schlug Pieterse im Kampf um den dritten Platz; Wiebes gewann den Sprint des Hauptfelds um den fünften Platz. Das Verhalten der großen Teams stieß bei Beobachtern auf Unverständnis.
| \| Gesamtwertung \| Gesamtwertung \| Gesamtwertung \| Gesamtwertung \| Gesamtwertung \| \| Fahrerin \| Fahrerin \| Land \| Team \| Zeit \| \| ------------- \| --------------------- \| ---------------------- \| ------------------------ \| --------------- \| \| 1. \| Lotte Claes[1] \| Belgien \| Arkéa-B&B Hotels Women \| 3 h 39 min 43 s \| \| 2. \| Aurela Nerlo \| Polen \| Winspace Orange Seal \| + 0 s \| \| 3. \| Demi Vollering \| Niederlande \| FDJ-Suez \| + 3 min 25 s \| \| 4. \| Puck Pieterse \| Niederlande \| Fenix-Deceuninck \| + 3 min 25 s \| \| 5. \| Lorena Wiebes \| Niederlande \| SD Worx-Protime \| + 3 min 35 s \| \| 6. \| Eleonora Gasparrini \| Italien \| UAE Team ADQ \| + 3 min 35 s \| \| 7. \| Pfeiffer Georgi \| Vereinigtes Königreich \| Team Picnic PostNL \| + 3 min 35 s \| \| 8. \| Clara Copponi \| Frankreich \| Lidl-Trek \| + 3 min 35 s \| \| 9. \| Ilse Pluimers \| Niederlande \| AG Insurance-Soudal Team \| + 3 min 35 s \| \| 10. \| Margot Vanpachtenbeke \| Belgien \| VolkerWessels \| + 3 min 35 s \| |                       |                        |                          |                 |
| |                       |                        |                          |                 |
| Quelle: ProCyclingStats |                       |                        |                          |                 |
| Gesamtwertung |                       |                        |                          |                 |
| Fahrerin | Fahrerin              | Land                   | Team                     | Zeit            |
| 1. | Lotte Claes           | Belgien                | Arkéa-B&B Hotels Women   | 3 h 39 min 43 s |
| 2. | Aurela Nerlo          | Polen                  | Winspace Orange Seal     | + 0 s           |
| 3. | Demi Vollering        | Niederlande            | FDJ-Suez                 | + 3 min 25 s    |
| 4. | Puck Pieterse         | Niederlande            | Fenix-Deceuninck         | + 3 min 25 s    |
| 5. | Lorena Wiebes         | Niederlande            | SD Worx-Protime          | + 3 min 35 s    |
| 6. | Eleonora Gasparrini   | Italien                | UAE Team ADQ             | + 3 min 35 s    |
| 7. | Pfeiffer Georgi       | Vereinigtes Königreich | Team Picnic PostNL       | + 3 min 35 s    |
| 8. | Clara Copponi         | Frankreich             | Lidl-Trek                | + 3 min 35 s    |
| 9. | Ilse Pluimers         | Niederlande            | AG Insurance-Soudal Team | + 3 min 35 s    |
| 10. | Margot Vanpachtenbeke | Belgien                | VolkerWessels            | + 3 min 35 s    |